# Udinere
Udinerne, eller udi, er en folkegruppe i Kaukasus. De taler udinsk.
Udinerne bor hovedsagelig i Aserbajdsjan, i landsbyen Nij i regionen Qabala, Oguz, og i Baku. Flere af dem bor også i Rusland, Georgien, Armenien, Kasakhstan, Turkmenistan og Ukraine.